# Knesset Israel (schip, 1889)
De Knesset Israel (Hebreeuws: כנסת ישראל: 'Vergadering van Israël') was een in 1889 gebouwd stoomschip. In 1946 deed het onder de Panamese vlag dienst in de Aliyah Bet, de illegale immigratie van Joden naar het Mandaatgebied Palestina.

## Geschiedenis
Begin november 1946 vertrok het schip met meer dan drieduizend vluchtelingen vanuit Bakar, een havenplaats in het huidige Kroatië, samen met het kleine emigrantenschip HaKedosha. De bevelhebber op het schip was Yossi Harel, een activist van de Mossad Le'Aliyah Bet die later ook het bevel zou voeren op de Exodus. Kort na het vertrek kwamen de twee schepen in een storm terecht. De HaKedosha leed zware schade en begon te zinken. De opvarenden werden aan boord van de Knesset Israel gebracht. Er waren nu in totaal 3845 personen aan boord van de Knesset Israel: op dat moment het grootste aantal opvarenden op een schip van de Aliyah Bet.

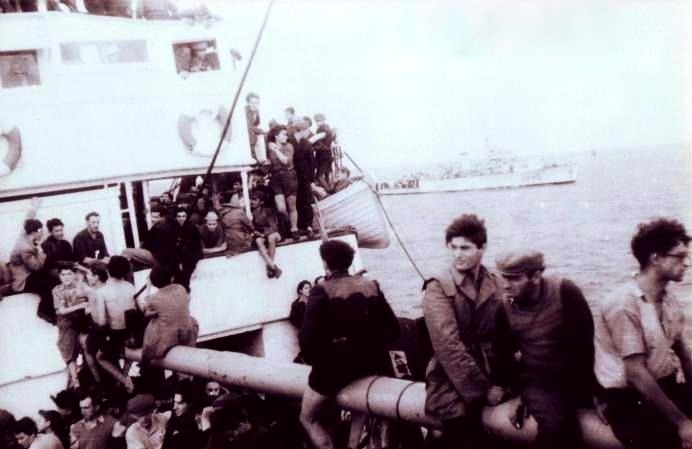
De Knesset Israel vergezeld door een Britse escorte

Tijdens de reis naar Palestina werden elf kinderen geboren op het schip. Op 24 november werd de Knesset Israel door de Britse blokkade bevolen om naar Cyprus te varen. De bemanning weigerde en op 25 november 1946 bereikte het schip de kustwateren van Palestina, geëscorteerd door de Britse torpedobootjagers HMS Haydon en HMS Brissenden en mijnenvegers HMS Octavia en HMS Espiegle. De ontscheping in Haifa ging met geweld gepaard; er vielen twee doden en 46 personen raakten gewond. De opvarenden werden door het Britse leger naar de interneringskampen in Brits Cyprus gebracht.